# Municipio de Solomon (condado de Sheridan)
El municipio de Solomon (en inglés: Solomon Township) es un municipio ubicado en el condado de Sheridan en el estado estadounidense de Kansas. En el año 2010 tenía una población de 179 habitantes y una densidad poblacional de 0,64 personas por km².

## Geografía
El municipio de Solomon se encuentra ubicado en las coordenadas 39°13′36″N 100°38′55″O / 39.22667, -100.64861. Según la Oficina del Censo de los Estados Unidos, el municipio tiene una superficie total de 278.62 km², de la cual 278,51 km² corresponden a tierra firme y (0,04 %) 0,11 km² es agua.

## Demografía
Según el censo de 2010, había 179 personas residiendo en el municipio de Solomon. La densidad de población era de 0,64 hab./km². De los 179 habitantes, el municipio de Solomon estaba compuesto por el 99,44 % blancos y el 0,56 % eran de una mezcla de razas. Del total de la población el 0 % eran hispanos o latinos de cualquier raza.